# ديفيد أوتانغا
ديفيد أوتونغا من أشهر شخصيات المصارعة الحرة wwe وشهرته بسبب نشأتة في هوليود ولقائه مع رئيس الولايات المتحدة الأمريكية مرتين كما أنه تخرج من نفس جامعة الرئيس هو الآن عضو في فريق يسمى النيكسيس هو تحت قيادة سي ام بانك cm punk ولكن بعد انفصال الفريق كون فريق مع مايكل ميغاليكاتي وفازوا ببطولة الفرق لمدة 3 شهور وبعد خسارة البطولة انضم للمدير جون لورينايتس كمساعد.

## النشأة
ولد أوتانغا في إلجين إلينوي من أب أسود وأم بيضاء. وهو اضغر من تخرج من (المدرسة الثانوية لاركن) عام 1998
حصل على درجة البكالوريوس في علم النفس من جامعة إلينوي، وبعد تخرجه انتقل إلى مدينة نيويورك حيث كان يعمل في جامعة كولومبيا كمدير مختبر في علم الأعصاب الإدراكي، وقد عمل كمحامي ل سيدلي أوستن

## الحياة الشخصية
تزوج أوتانغا من الممثلة جنيفر هدسون واقترحت أن يكون في يوم ميلادها ال27 وهذا ماحصل.
وفي 10 أغسطس 2009 ولد أول فتيان أوتانغا وهو صبي

## المسيرة في المصارعة

### المصارعة العالمية الترفيهيه (WWE)

#### بطولة فلوريدا للمصارعة(FWC)من 2009-2010
في نوفمبر 2009 وقع أوتانغا عقدا مع WWE ليشارك في تنمية موهبته في FWC , وفي 29 مايو 2009 لعب أول مباراة له تحت اسم داوسون اكسندر

#### NXTعام (2010)
في 16 فبراير 2010 بعد العديد من المباريات التي لم تنشهر سواء في عرض الرو أو عرض سماكداون تم الإعلان أن أوتانغا سيصارع بإسمه الحقيقي مع فريق النيكسس ،
ظهر لأول مرة في NXT بتاريخ 23 فبراير 2010 في المباراة الافتتاحية، وهزم دارين يونغ بسرعة كبيرة

#### NXTوالنيكسس2010 - 2011
.
في الأسبوع التالي تدخل النيكسس على عرض الرو، أوتانغاوغيره من الناشئين في NXT من موسم واحد في مباراة الحدث الرئيسي بين جون سينا وسي ام بانك، وهاجموهم، وتم الإعلان عن الفريق، عن طريق المذيع جاستين روبرتس وفي الحلقة 14 فبراير من عرض الرو، هاجم النيكسس المدير العام بريت هارت، عندما رفض منحهم العقود. وفي الأسبوع التالي على عرض الرو، طرد فينس مكمان المدير العام بريت هارت وأعلن عن مدير عام جديد، الذي وافق على توقيع عقد مع جميع المصارعين ال7 في فريق الموسم سبعة النيكسس في الأسبوع التالي، تم تسميه الفريق ب النيكسس, وفي 12 يوليو منعرض الرو ، حصلت عداوة بين النيكسس و جون سينا في مباراة ستة على واحد. استمرت العداوة مع سينا، حيث أسفر عن مباراة بطولة الفرق الزوجية . سبعة على سبعة في سمر سلام. أوتانغا كان العضو الرابع في النيكسس .سينا اضطر لاحقاً للانضمام إلى النيكسس، نتيجة خسارته أمام وايد باريت في الجحيم في زنزانة , وفي 24أكتوبر، أوتانغا وسينا تعاونوا معا للفوز ببطولة الفرق الزوجية من كودي رودز ودرو ماكنتاير . وفي الليلة التالية من عرض الرو أوتانغا وسينا خسروا بطولة الفرق الزوجية من زملائه أعضاء النيكسس، جاستين جابريل وهيث سلايتر عندما أمر وايد باريت أوتانغا السماح اسلاتر بتثبيته.وبعد حوالي شهر، بدأ أوتانغا في التمرد ضد باريت مع بقية النيكسس, . بعد ذلك المجموعة عصوا أوامر باريت، ومشوا بعيداً عن باريت، بعد ذلك وفي عام 2011 تولى سي ام بانك قياده النيكسس

#### مستشار قانوني 2011 - الآن
بعد نزاع طفيف مع جيري لولر، حل اوتانغا المشكلة بهدوء. ثم بدأ أوتانغا قصة جديدة، مع (شخصية التركيز على القانون)، كما نصحه جون لوريناتيس لمساعدة المصارعين المبتدئين ونسق خطة معه لرفع دعوى قضائية ضد تريبل اتش، (المدير العام لRAW تلك الفترة). وبدأ أيضا تنفيذ التمرس في هذه الشخصية. في 30 سبتمبر من عرض سماكداون، قام أوتانغا ولوريناتيس باجتماع مع دولف زيجلر، جاك سواغر، وكودي رودز، ألبرتو ديل ريو وكريستيان وفيكي غيريرو لمناقشة هذه المسألة. الأسبوع التالي على عرض الرو ، تمرد أوتونغا على تريبل اتش مع المصارعين الآخرين، والديفاز، والحكام بعد «تصويت بعدم الثقة» تريبل اتش كمدير عام لعرض الرو . في 29 نوفمبر هزم راندي اورتن ولعب عدة مباريات بعدها. ومنذ ذلك الحين أوتانغا يظهر على شاشة التلفزيون بشكل متقطع.

## المسيرة في التمثيل
شارك أوتانغا في فلمين
- I Love New York 2

وكان في دور شرير في هذا الفيلم
- The Call

هو أحد من نجوم هذا الفيلم

## البطولات والإنجازات
■ مجلة PWI
• صنفته PWI في أفضل عداوة لعام(2010) ضد النيكسس
• صنفته PWI في ابغض المصارعين الشريرين لعام (2010) مع النيكسس
• صنفته PWI بالمجند الحديد لعام (2010)
• صنفته PWI في المرتبة 84# من أقوى 500 مصارع فردي لعام (2012)
■المصارعة العالمية الترفيهيه WWE
• فاز ببطولة الفرق الزوجية (مرتين) ، مرة واحدة مع كيرتس أكسل ومرة واحدة مع جون سينا
• حصل على جائزة «سلامي أوارد» في WWE (مرتين) عام (2010) وعام (2011)

## روابط خارجية
- ديفد أوتونغا على موقع IMDb (الإنجليزية)
- ديفد أوتونغا على موقع ألو سيني (الفرنسية)
- ديفد أوتونغا على موقع أول موفي (الإنجليزية)
- ديفد أوتونغا على موقع قاعدة بيانات الأفلام السويدية (السويدية)
- ديفد أوتونغا على موقع كينوبويسك (الروسية)
- ديفد أوتونغا على موقع دبليو دبليو إي (الإنجليزية)
- ديفد أوتونغا على موقع WrestlingData.com (الإنجليزية)
- ديفد أوتونغا على موقع CageMatch worker (الإنجليزية)
- ديفد أوتونغا على موقع قاعدة بيانات المصارعة على الإنترنت (الإنجليزية)
- ديفد أوتونغا على موقع عالم المصارعة على الإنترنت (الإنجليزية)
- ديفد أوتونغا على موقع عالم المصارعة على الإنترنت (الإنجليزية)

```
صفحة 
ديفيد أوتانغا
 في موقع 
WWE
 الرسمي
```

http://www.wwe.com/superstars/davidotunga